# Brygada Golani
Brygada Golani również jako 1 Brygada (hebr. חטיבת גולני, Chatiwat Golani) – elitarny związek taktyczny piechoty zmechanizowanej Sił Obronnych Izraela. Brygada podlega Dowództwu Północnemu.

## Historia
Brygada Golani została sformowana 22 lutego 1948 roku jako jedna z brygad żydowskiej organizacji paramilitarnej Hagana. Powstało wówczas sześć brygad piechoty.
Do zadań powierzonych Brygadzie Golani należała obrona rejonu miasta Tyberiady i Doliny Jordanu. Dowódcą został płk Mosze Mann. Pod jego rozkazami było 3573 żołnierzy.
- 11 batalion (Alon) – powstał 22 lutego 1948, jednak w maju został przeniesiony do Brygady Oded.
- 12 batalion (Barak) – powstał 22 lutego 1948 z zadaniem obrony Tyberiady i okolicznych kibuców. W skład batalionu weszli weterani Specjalnych Jednostek Nocnych i Straży z okolicznych osad.
- 13 batalion (Gideon) – powstał w połowie marca 1948 z zadaniem obrony rejonu Bet Sze’an. W skład batalionu weszli wolontariusze z okolicznych osad.
- 14 batalion (Dror) – powstał w grudniu 1947 z zadaniem obrony Doliny Jezreel.
- 15 batalion (Goren) – powstał w maju 1948 z zadaniem obrony rejonu Migdal[1].

Podczas wojny domowej w Mandacie Palestyny brygada prowadziła działania w Galilei. W pierwszych dniach wojny o niepodległość broniła przygranicznych kibuców, powstrzymując natarcie wojsk syryjskich. Następnie w czerwcu przeprowadziła natarcie w rejonie Dżaninu. W lipcu wyparła większość oddziałów Arabskiej Armii Wyzwoleńczej z Galilei, zajmując w kolejnych miesiącach liczne arabskie wioski, których mieszkańcy w większości byli wypędzani ze swoich domów. W grudniu została przerzucona w rejon Strefy Gazy i uczestniczyła w walkach o Rafah. W marcu 1949 wzięła udział w zajęciu Ejlatu. Po wojnie brygada weszła w skład sił rezerwowych, wykorzystywanych w sytuacjach awaryjnych. Została wykorzystana, gdy w 1951 syryjski patrol wkroczył do strefy zdemilitaryzowanej w pobliżu Tel Mutilla. Starcia trwały wówczas przez pięć dni i brygada straciła w nich 40 zabitych i 72 rannych. Bitwa stała się przyczyną wprowadzenia licznych zmian w Siłach Obronnych Izraela i doprowadziła do utworzenia sił specjalnych.
Podczas kryzysu sueskiego w 1956 zadaniem brygady była zajęcie miasta Rafah, dzięki czemu okrążono egipskie siły w rejonie Strefy Gazy. Na początku lat 60 Brygada wzięła udział w incydencie granicznym, podczas którego zniszczono opuszczoną arabską wioskę al-Tawafiq, położoną w pobliżu kibucu Tel Kacir. Wioska była często wykorzystywana jako baza syryjskiej armii. W marcu 1962 prowadziła działania przeciwko Syryjczykom ostrzeliwującym żydowskich rybaków na jeziorze Tyberiadzkim. W maju 1965 przeprowadziła odwetowy rajd na wioskę Shunat Nimrin w Jordanii. W trakcie wojny sześciodniowej brygada wspierała wojska pancerne i uczestniczyła w zajęciu Nablusu i Wzgórz Golan. W trakcie tej wojny brygada straciła 59 zabitych i 160 rannych.
W następnym okresie Brygada Golani koncentrowała swoją działalność na przeciwdziałaniu ataków fedajnów z baz w Jordanii i Libanie. W trakcie tych działań przeprowadzono trzy duże operacje na froncie jordańskim: (1) atak na jordańską wioskę Wadi al-Yabis wyprowadzony z kibucu Tirat Cewi (4 maja 1969), (2) atak na jordańskie pozycje wyprowadzony z kibucu Geszer (lipiec 1969), i (3) zniszczenie jordańskiego kanału Ghor w Dolinie Jordanu (woda z wysadzonego kanału zniszczyła okoliczne pola i spłynęła do rzeki Jarmuk). Natomiast na froncie libańskim w październiku 1969 brygada zaatakowała przygraniczne wioski Itarun, Tel Sadr al-Arus i Arab Zahiran, w których wysadzono 24 budynki. W dniu 2 stycznia 1970 w kolejnej odwetowej operacji zaatakowano wioskę Kfar Kila. W dniu 27 grudnia 1970 zaatakowano główną bazę Al-Fatah w miejscowości Jatar. 16 września 1972 brygada wzięła udział w dużej operacji odwetowej w południowym Libanie, docierając do rzeki Litani.
W 1973 brygada została zaskoczona wybuchem wojny Jom Kipur, tracąc pierwszego dnia wojny górę Hermon. Następnie brygada uczestniczyła w obronie północnej części Wzgórz Golan, odzyskując 21 października górę Hermon. W trakcie wojny brygada poniosła tak ciężkie straty, że wycofano ją na półwysep Synaj. Po odtworzeniu kadry oficerskiej brygada powróciła na północ kraju dopiero w 1975. W lipcu 1976 żołnierze Brygady Golani wzięli udział w operacji Entebbe w Ugandzie. W marcu 1978 brygada uczestniczyła w operacji Litani w południowym Libanie zajmując wioski Mardż Ujun i Rachaya Al Foukhar. Podczas wojny libańskiej w 1982 brygada uczestniczyła w oblężeniu i zdobyciu Bejrutu. Następnie uczestniczyła w działaniach w „strefie bezpieczeństwa” w południowym Libanie.
Podczas intifady Al-Aksa wzięła udział w licznych operacjach antyterrorystycznych wymierzonych przeciwko palestyńskim organizacjom terrorystycznym Hamas i Islamski Dżihad. Brygada zajęła Ramallah, Tulkarm i Dżanin. W II wojnie libańskiej uczestniczyła w bitwach o Maroun al-Ras i Bint Dżubajl. W trakcie operacji Płynny Ołów brygada działała w północnej części Strefy Gazy, tracąc trzech żołnierzy od własnego ostrzału.

W 2018  batalion rozpoznawczy (Palsar) został przekształcony w Sajeret Golani, czyli jednostkę rozpoznania, która jednocześnie będzie wykonywać zadania specjalne. Jej elementami składowymi stały się kompania przeciwpancerna i zmechanizowana kompania inżynieryjna. 

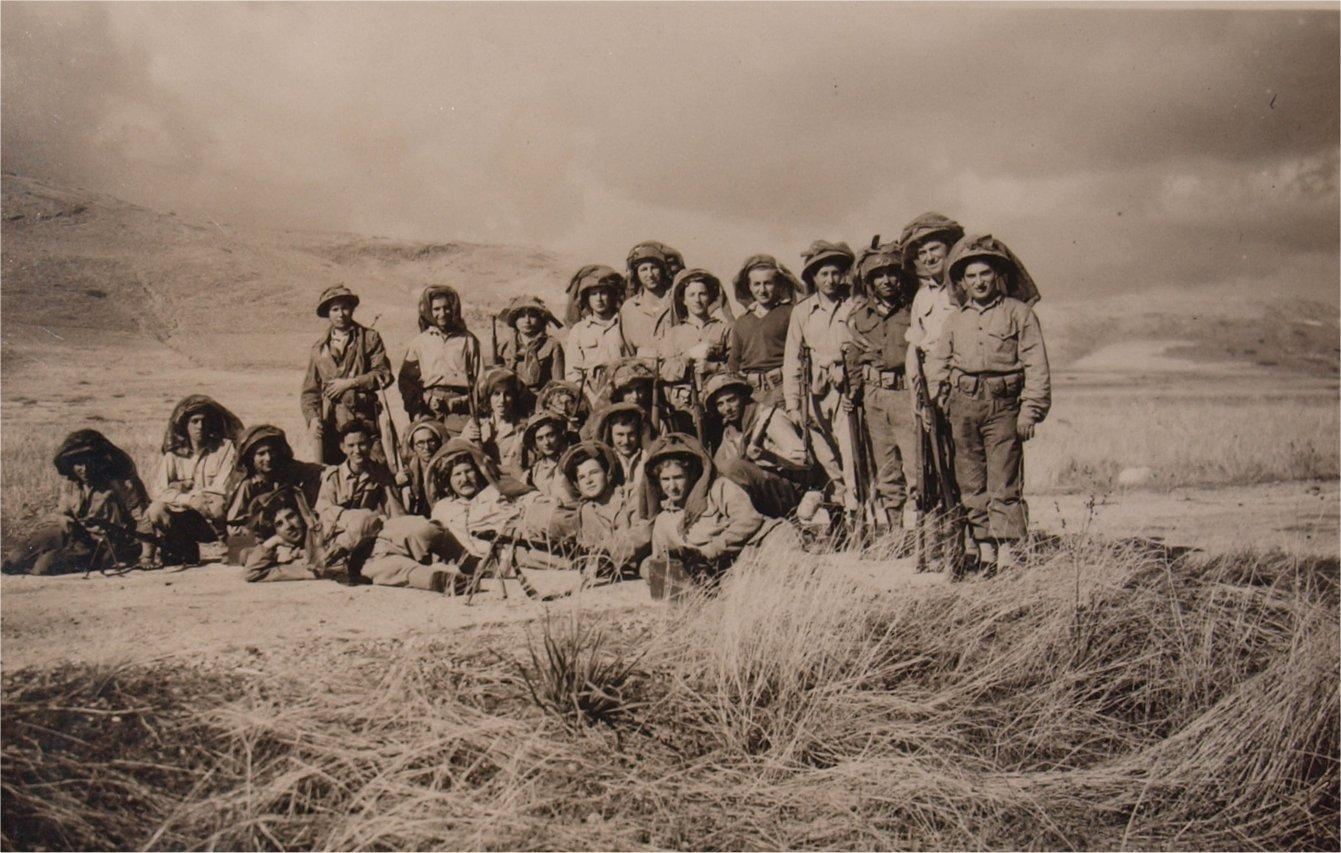
Żołnierze 12 batalionu w 1948
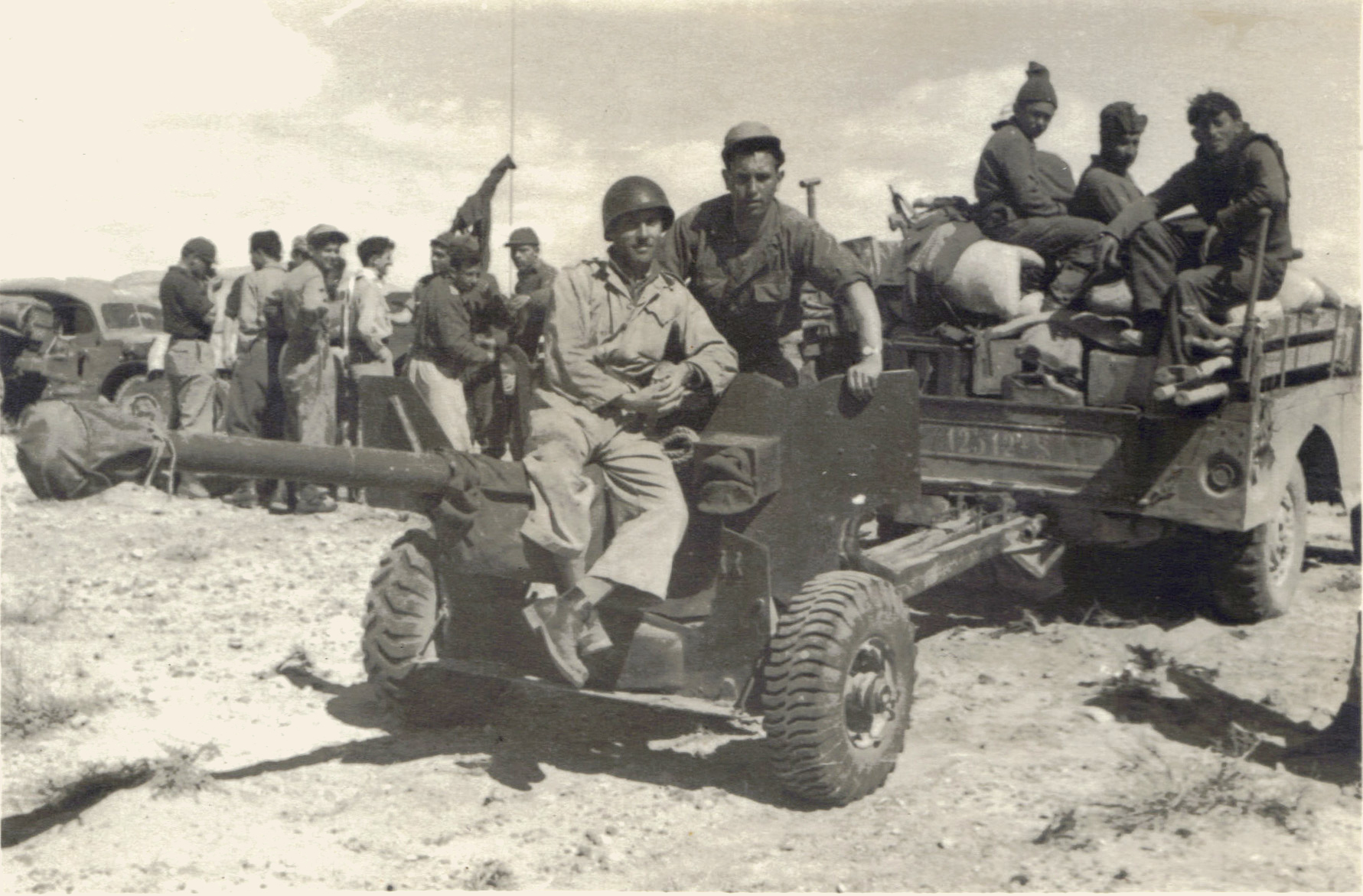
Żołnierze brygady w 1949
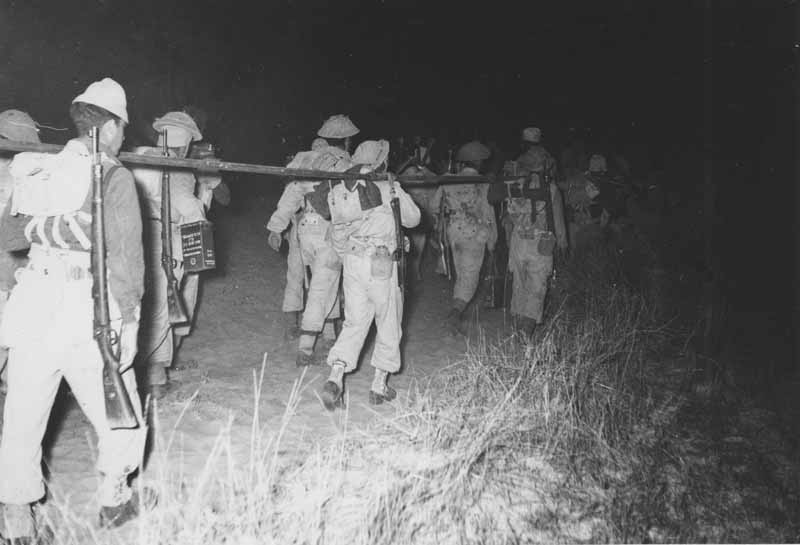
Żołnierze brygady podczas Kryzysu Sueskiego
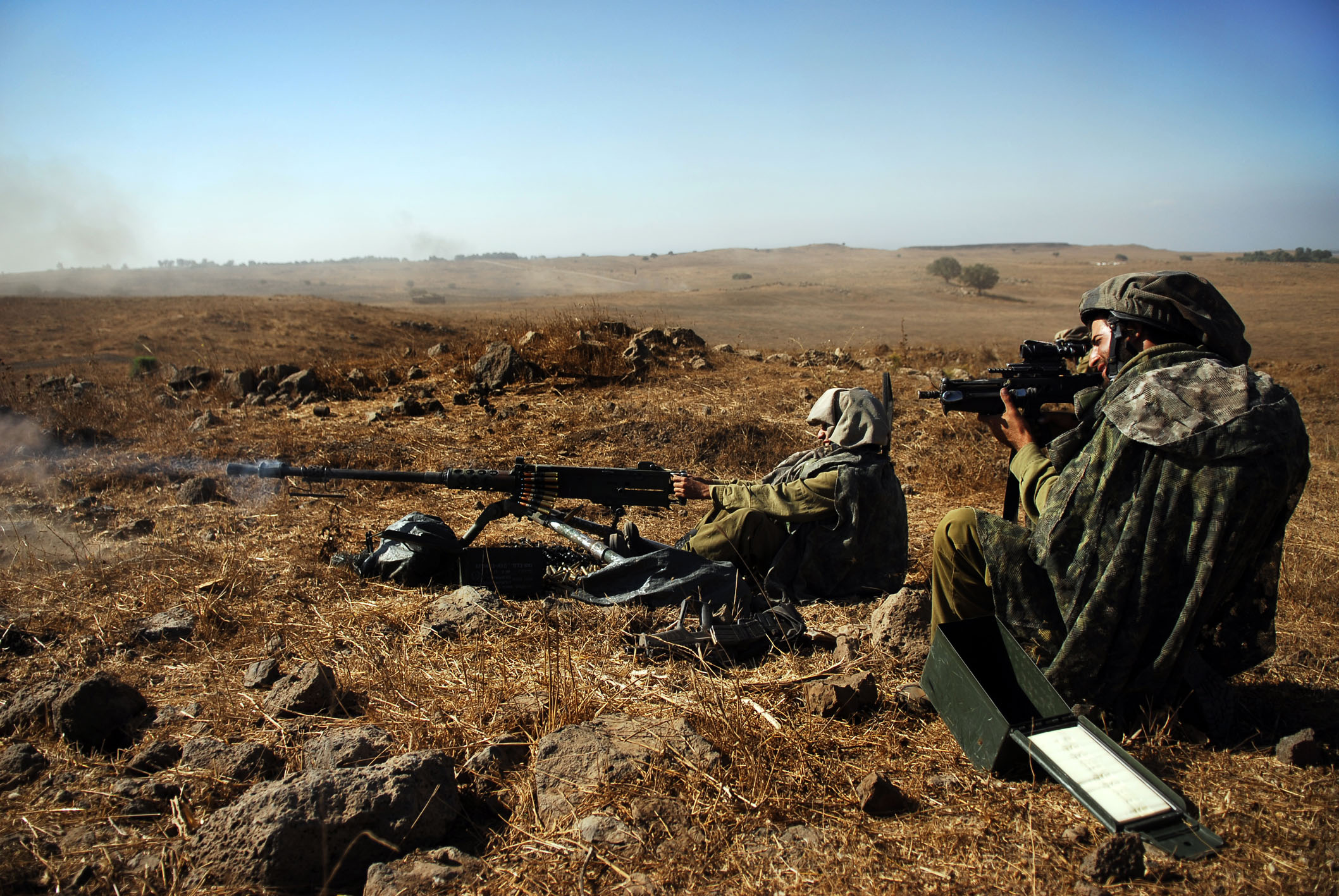
Szkolenie 13 batalionu Gideon
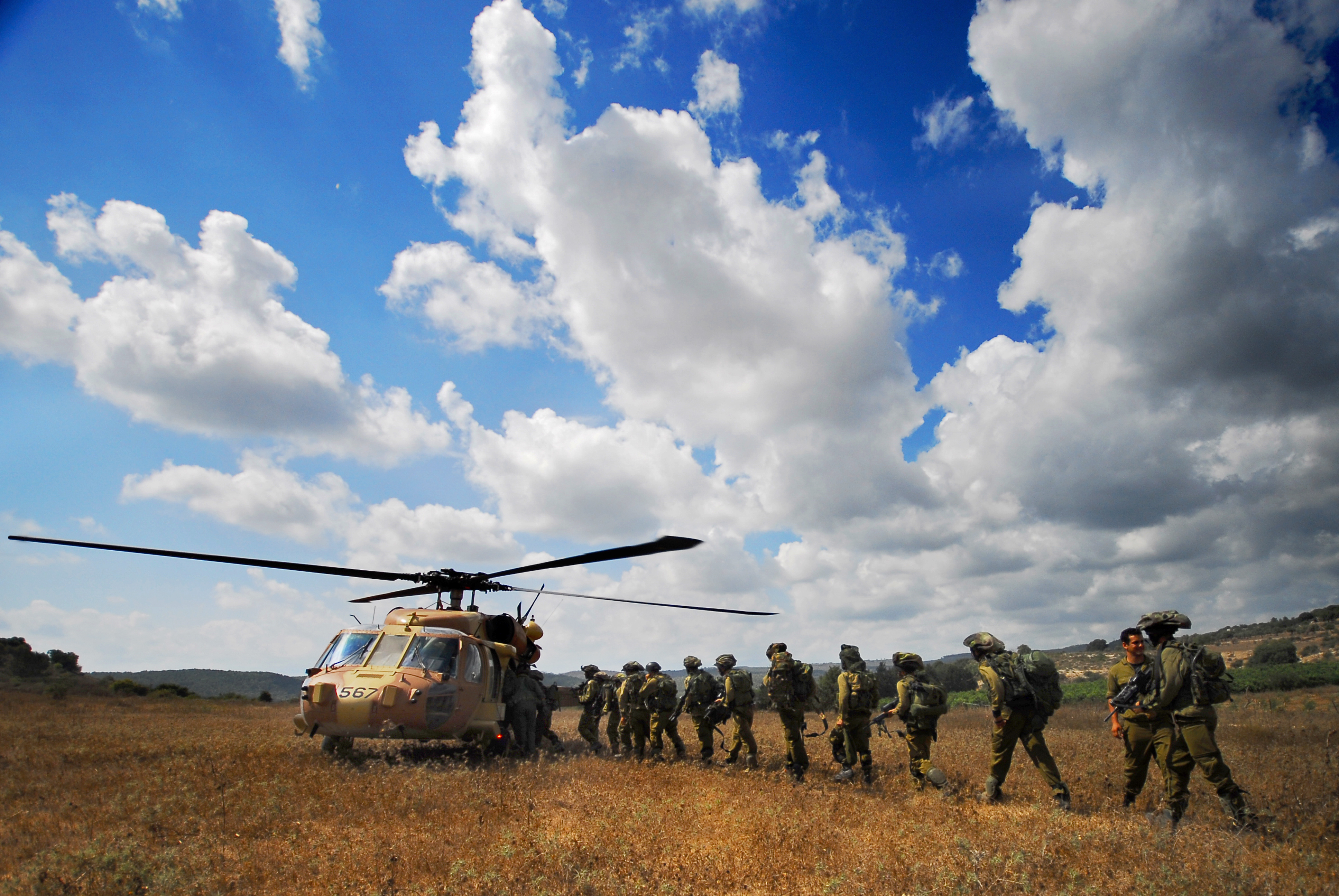
Żołnierze brygady w trakcie ćwiczeń
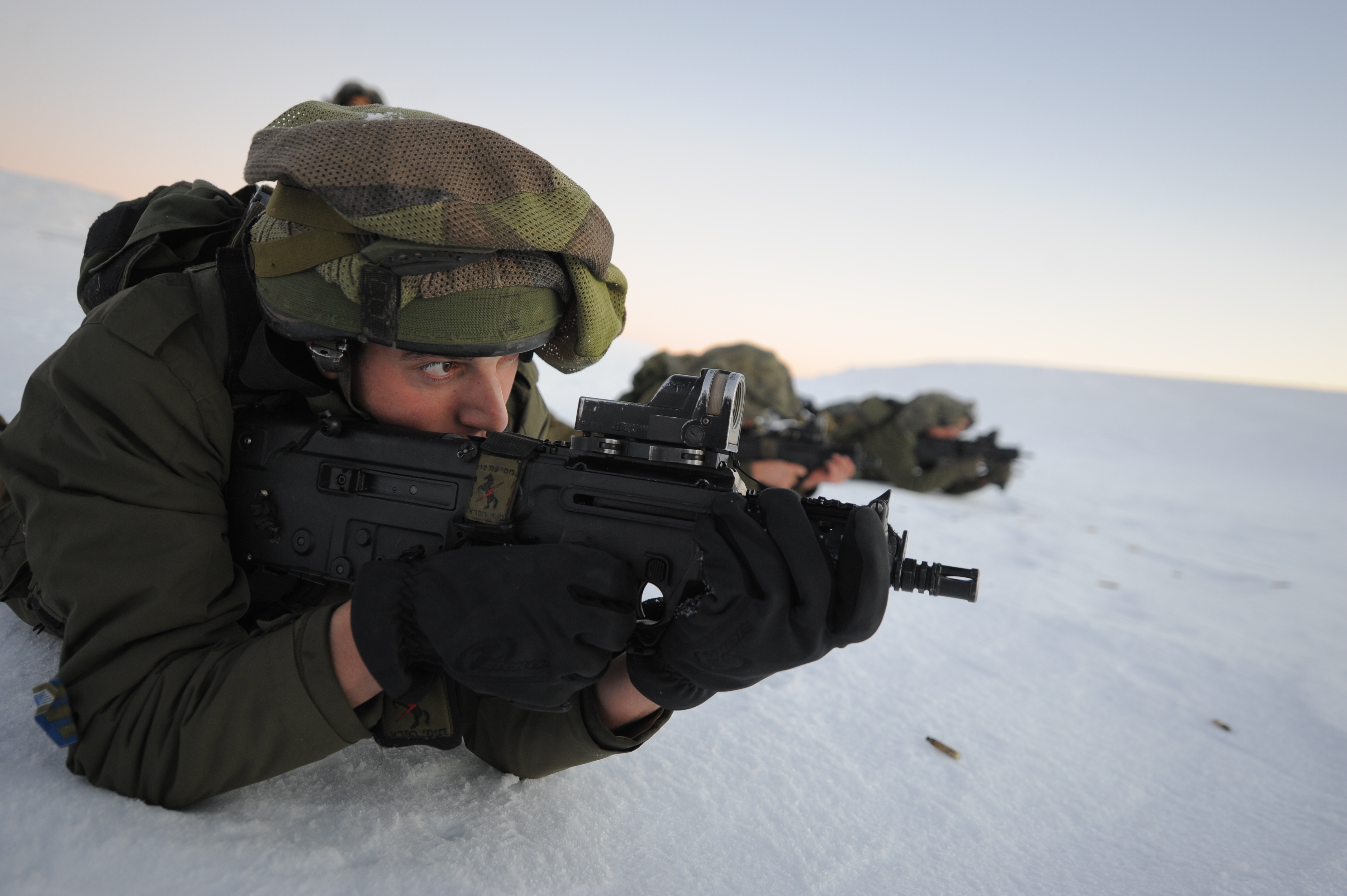
Ćwiczenia brygady na Hermonie

## Struktura

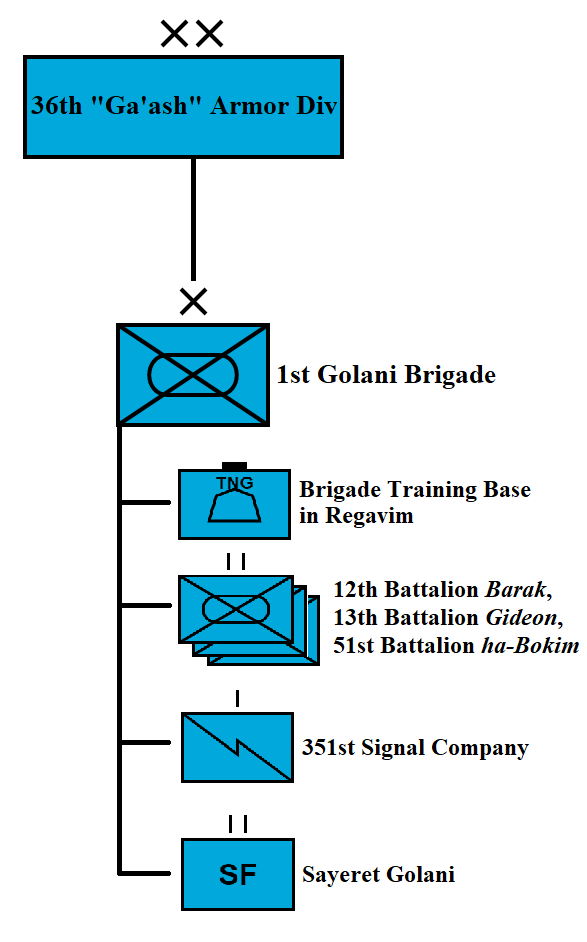
Struktura Brygady Golani

Brygada Golani wchodzi w skład 36 Dywizji Pancernej (Ga’asz) i podlega Dowództwu Północnemu Sił Obronnych Izraela. 
51 batalion korzysta z bazy wojskowej Amos w pobliżu miasta Afula w Dolinie Jezreel. 
W skład brygady wchodzą:
| Nazwa jednostki                    |  |
| ---------------------------------- |  |
| 12 batalion Barak                  |  |
| 13 batalion Gideon                 |  |
| 51 batalion Ha-Bokim ha-Riszon     |  |
| Sajeret Golani                     |  |
| 351 kompania łączności             |  |
| Baza szkoleniowa brygady w Regawim |  |

## Uzbrojenie
Żołnierze Brygady Golani są uzbrojeni w karabiny szturmowe Tavor, oraz dawniej używane karabiny automatyczne z rodziny karabinów M16 i karabiny szturmowe M4. Wszystkie powyżej wymienione karabiny posiadają możliwość podczepienia różnorodnych akcesoriów, takich jak np. celownik optyczny, celownik noktowizyjny, latarka taktyczna lub granatnik podwieszany M203. Dodatkowo żołnierze są uzbrojeni w różnorodne granaty ręczne (odłamkowe, dymne, ogłuszające i inne).
Podstawowymi karabinami maszynowymi są: Negev i FN MAG. Z ciężkiego uzbrojenia używane są: ciężkie karabiny maszynowe Browning M2 i granatniki Mk 19.
Uzbrojeniem strzelców wyborowych są: karabin M24 SWS i karabin Barrett M82.
Do walki z pojazdami opancerzonymi żołnierze są uzbrojeni w granatniki przeciwpancerne RPG-7, M72  i MATADOR. Natomiast do walki bronią pancerną używa się o wiele droższych i bardziej skomplikowanych w obsłudze przeciwpancernych pocisków kierowanych: BGM-71 TOW i Spike.
Brygada wykorzystuje transportery opancerzone M113, Achzarit oraz bojowe wozy piechoty Namer. Podstawowym pojazdem transportowym są uniwersalne pojazdy terenowe Humvee.